# Валентность (лингвистика)
Вале́нтность (от лат. valentia/ valens (род.п. valentis) — «имеющий силу») в синтаксисе — способность слова образовывать синтаксические связи с другими элементами, например, валентности глагола дать определяют способность сочетаться с подлежащим, прямым дополнением, косвенным дополнением: Я даю ему книгу.
В лингвистику впервые ввёл это понятие С. Д. Кацнельсон (1948). Л. Теньер, введший термин «валентность» в западноевропейское языкознание для обозначения сочетаемости, относил его только к глаголу и определял валентность как число актантов, которые может присоединять глагол. Он различал глаголы авалентные (безличные: «Светает»), одновалентные (непереходные: «Пётр спит»), двухвалентные (переходные: «Пётр читает книгу»), трёхвалентные («Он даёт книгу брату») и описывал средства изменения глагольной валентности (залог, возвратная форма, каузативная конструкция, лексические глагольные па́ры типа «идти»—"посылать"). В этой трактовке понятие валентности сопоставимо с восходящим к логике предикатов понятием об одно-, двух- или трёхместных предикатах и связано с вербоцентрической теорией предложения.
Валентность слова определяется его лексическим значением, частью речи, к которой оно относится, а также грамматической формой. У глагола значением валентности является количество типов актантов, которые он может присоединить.
Например, у безличного глагола светает валентность нулевая, у непереходного глагола спать валентность 1 (на подлежащее), у глагола купить валентность 3 или 4 (кто, что, у кого; в ряде трактовок также — за сколько)
Термин «валентность» в лингвистике используется также для обозначения особенностей того или иного глагола вступать с зависимыми словами в определенную грамматическую связь. Так, например, у глагола покупать валентность на винительный падеж (покупать кого? что?), а у глагола помогать — на дательный (помогать кому? чему?) и предложный (помогать в чем?).

## Виды валентности
I. По количеству необходимых при глаголе валентных элементов:
1. простая валентность — существование единственного типа валентной связи между доминирующим и зависимым элементами, что выражается в реализации одной элементарной валентности; простая валентность всегда одноместна;
2. комплексная валентность — возможность наличия большего количества валентных связей между доминирующим элементом и прочими, зависимыми от него элементами, что выражается в реализации более чем одной элементарной валентности, которые
  - по типу складывающихся между ними логических отношений могут быть:
    - совместимые, когда они реализуются в данной синтагматической цепи одновременно — по принципу конъюнкции;
    - несовместимые, когда реализоваться в данной синтагматической цепи может лишь одна из них — по принципу дизъюнкции (не совпадает со смыслом операции дизъюнкции в математике);

  - по типу заполняющихся синтаксических позиций могут быть:
    - одноместные (при заполнении несовместных валентных позиций);
    - многоместные (при заполнении совместных валентных позиций);

II. По отношению к лингвистическим характеристикам связи:
1. семантическая валентность — способность данного слова связываться синтаксически с любым словом, в значение которого входит определенный семантический признак;
2. лексическая валентность — способность данного слова синтаксически связываться со словами из ограниченного списка, при этом несущественно, есть у них общие семантические признаки или нет;
3. морфологическая валентность — способность лексемы сочетаться со словами определенного класса или с отдельным словом в определенной грамматической форме;
4. синтаксическая валентность — совокупность и свойства потенциально возможных при слове синтаксических связей, набор и условия реализации синтаксических связей;

III. По степени важности наличия:
1. обязательная валентность — сочетаемость со словами, предопределяемая необходимостью слова иметь при себе определенные актанты, мотивированная его семантикой и всегда реализующаяся в речи;
2. факультативная валентность — возможная сочетаемость, мотивированная общими сочетательными способностями слова и реализующаяся лишь в некоторых случаях.